# Elaphocerella variabilis
Elaphocerella variabilis is een keversoort uit de familie bladsprietkevers (Scarabaeidae). De wetenschappelijke naam van de soort is voor het eerst geldig gepubliceerd in 1919 door Moser.